# Ipomoea androyensis
Ipomoea androyensis är en vindeväxtart som beskrevs av T. Deroin. Ipomoea androyensis ingår i släktet praktvindor, och familjen vindeväxter. Inga underarter finns listade i Catalogue of Life.